# 鲁德兰克什·帕蒂尔
鲁德兰克什·帕蒂尔（Rudrankksh Patil，2003年12月16日—），印度男子射击运动员，2022年世界射击锦标赛男子10米气步枪和男子10米气步枪团体金牌得主、2022年亚洲气枪锦标赛男子10米气步枪团体金牌得主。